# عزلة بني سعيد (جحاف)
عزلة بني سعيد هي إحدى عزل مديرية جحاف في محافظة الضالع اليمنية
قرى تجمع منمق تحمى الجربه هي إحدى القرى التابعة عزلة بني سعيد مديرية جحاف محافظة الضالع ملتقى تجمع قرى منمق

## قرى عزلة بني سعيد
| القرى             | المحلات التابعة لها |
| ----------------- | ------------------- |
| قرية الشعبتين     |                     |
| قريه سبرة         |                     |
| قرية الكوملة      |                     |
| قرية الحيب        |                     |
| قرية بني خلف      |                     |
| قرية تحمى والجربه |                     |
| قرية الردة        |                     |
| قرية عبر          |                     |
| قرية الخورة       |                     |
| قرية نشمه         |                     |
| قريه الشعب        |                     |
| قرية الخرفة       |                     |
| قرية ثماد         |                     |
| قرية شعب نجيد     |                     |
| قرية الهدف        |                     |
| قرية عراصم        |                     |
| قرية عفة          |                     |
| قرية النجيرة      |                     |

عزلة بني سعيد هو أحد المراكز الثلاثة لمديرية جحاف محافظة الضالع اليمنية وهو ابعد المراكز عن مدينة الضالع
توجد في مركز عزلة بني سعيد أهم مدرسة ثانوية عامة واكثر المدارس من حيث عدد الطلاب في المديرية وهي مدرسة
النصر بني سعيد 

## التضاريس
تضاريس بني سعيد وعرة وجبال عالية ومنحدرات تتخللها بعض الاودية امثال وادي تحمى ووادي الشعبتين ووادي الردة
وادي سبرة وادي عرين وادي غيضة وغيرها الكثير

## الجبال
اعلي الجبال هو جبل النبي أيوب في قرية ثماد والذي يحتوي على مسجد في اعلى قمته وقبر يدعى قبر النبي أيوب
جبل الحرف وهو ثاني القمم في الارتفاع بعد جبل النبي أيوب 

## السدود
```
تحتوي بني سعيد عدد من السدود الصغيرة والكبيرة وهي شريان الحياة للجميع وذالك بسبب قلة أو انعدام مصادر مياه الانهار والابار وخاصة في فصول الجفاف الممتده من شهر نوفمبر إلى مايو ولذلك ابتكر السكان منذو القدم وسيلة تخزين المياة منذو القدم 
```

وأهم السدود واكبرها هو

### سد الهجمة
يستطيع سد الهجمة توفير المياة لمعظم مديرية جحاف وهو سد كبير يقع اسفلوادي الردة بني سعيد ولكن هناك معوقات
كثيرة ومشاكل شخصية تمنع وصول مياة السد إلى المواطنين حاليا

سد الهجمة جحاف بني سعيد

## ثانوية النصر بني سعيد
هي من أكبر وأهم المدارس في مديرية جحاف والتي استحوذت على النصيب الأكبر من المنح الطلابية الخارجية والداخلية
طوال السنوات الماضية ويدرس فيها مئات الطلاب في جميع المراحل من الابتدائية إلى الثانوية العامة

## روابط خارجية
- مدير عام مكتب الأوقاف والإرشاد بمحافظة الضالع يزور مديرية جحاف.
- مدير عام جحاف يتسلم مشروع رصف طريق منطقة بني سعيد ( منمق- وسبرة)
- الجهاز المركزي للإحصاء بالجمهورية اليمنية
- المركز الوطني للمعلومات باليمن نسخة محفوظة 10 أبريل 2015 على موقع واي باك مشين.
- World Gazetteer:Yemen